# Bruce Driscoll
Bruce Driscoll (ur. 13 czerwca 1983 w Grand Rapids) – brazylijsko-amerykański producent muzyczny, autor tekstów, gitarzysta i wokalista. Po raz pierwszy zauważony został jako członek zespołu Astaire (teraz Blondfire)- duetu, który tworzy wraz z siostrą Ericą. Grupa szybko stała się popularna w sklepie iTunes – (Free Single of the Week oraz iTunes Exclusive Acoustic EP (2005)).
Jako autor tekstów i producent muzyczny znany jest pod pseudonimem the King of Nowhere. Gra na gitarze w Brookville zespole założonym przez Andy’ego Chase’a oraz na klawiszach w Ivy.  Driscoll jest również wokalistą grupy the Saturday Club.

## Życiorys

### Dzieciństwo i rozwój kariery
Bruce już jako dziecko rozpoczął naukę gry na pianinie. W wieku piętnastu lat, zainspirowany twórczością Johnny’ego Marra i George’a Harrisona zaraził się pasją do gitary. Nowy instrument szybko podbił jego serce. Driscoll przyłączył się do swoich dwóch sióstr, Moniki i Eriki, współtworząc zespół o nazwie Nectar. Aby móc swobodnie wyruszać na tournée z grupą, porzucił naukę w tradycyjnej szkole średniej i ukończył niezależny program nauki Uniwersytetu Missouri.
Rodzeństwo wyruszyło na tournée po kraju i koniec końców podpisało kontrakt z EMI. Bruce miał zaledwie 17 lat.  Krótko po tym stali się wizytówką najbardziej znanych amerykańskich wytwórni, takich jak: Warner Bros. Records, Maverick i Capitol.  W 2002 roku dzięki utworowi Life Out Loud uzyskali drugie miejsce w kategorii Muzyka Pop w brytyjskim konkursie na najlepszy tekst piosenki. Później tego samego roku zespół rozpadł się w wyniku odmiennych zainteresowań muzycznych rodzeństwa.

## Astaire
W 2003 roku Bruce i Erica, w piwnicy ich rodzinnego domu w Grand Rapids, wspólnie rozpoczęli nagrywanie nowych piosenek, które później zaistniały jako pierwsze demo Astaire. Utwory zostały wysłane do Andy’ego Chase’a z Ivy, któremu spodobały się do tego stopnia, że postanowił nagrać duet w założonym przez siebie studio Stratosphere Sound w Nowym Jorku. Po współpracy z Andym rodzeństwo przeprowadziło się Nowego Jorku i niezależnie wydali swój pierwszy album Don't Whisper Lies.
W 2005 roku grupa wyruszyła na tournée z Ivy, Stars i Robbers On High Street. Tego samego roku ich piosenka L-L-Love wykorzystana została w komedii Sposób na teściową. W połowie trasy prawnicy Freda Astaire zagrozili pozwaniem duetu jeśli nie zmienią swojej nazwy. Nie posiadając dostatecznych środków na prowadzenie sprawy sądowej, zmienili nazwę na Blondfire.

## Blondfire
Duet tworzył nadal pod nazwą Blondfire. W październiku 2006 roku podpisali kontrakt z EMI UK. Niedługo później EMI została wykupiona przez Terra Firma i przeszła wiele zmian wewnętrznych. Bruce i Erica opuścili wytwórnię w kwietniu 2007 roku i samodzielnie wydali swój debiutancki album My Someday.

## The Saturday Club
Driscoll założył the Saturday Club z basistą Ariciem Gillisem pod koniec 2005 roku.  Postawili na bardziej gitarowe, rockowe brzmienie. Zremiksowali piosenki między innymi the Postmarks i Hugh Cornwella z the Stranglers. The Saturday Club pracują obecnie nad swoim debiutanckim album, współpracując z Jasonem Martinem (Starflyer 59)

## Dyskografia
- 2004: Astaire – Don't Whisper Lies EP – producent, perkusja, bas, klawisze, programowanie, gitara, wokal
- 2005: Various Artists – Auralgasms:  Bliss Of Life – producent, wykonawca
- 2005: Blondfire – Live Session (iTunes Exclusive) EP – gitara, producent
- 2005: Blondfire – Holiday EP – gitara, pianino, producent
- 2005: Monster In Law (ścieżka dźwiękowa) – producent, gitara
- 2006: Brookville (zespół muzyczny) – Life In The Shade – syntezator, bas, gitara, theremin, wokal, producent, inżynier muzyczny, perkusja
- 2006: Monica Da Silva – Miles From Nowhere – gitara rytmiczna, klawisze
- 2006: The Postmarks – Remixes – miksowanie
- 2007: The Voyces – Kissing Like It's Love – inżynier muzyczny
- 2008: Blondfire – My Someday LP – producent, miksowanie, gitara, klawisze, wokal